# Antonín Zápotocký
Antonín Zápotocký (født 19. december 1884, død 13. november 1957) var statsminister i Tjekkoslovakiet fra 1948 til 1953 og præsident i Tjekkoslovakiet fra 1953 til sin død i 1957.
| Biografi | Spire Denne biografi er en spire som bør udbygges. Du er velkommen til at hjælpe Wikipedia ved at udvide den. |

1. ↑  Navnet er anført på engelsk og stammer fra Wikidata hvor navnet endnu ikke findes på dansk.